# 阿哈迈德·赫加齐
阿哈迈德·艾尔-赛义德·赫加齐（1991年1月25日—）是一名埃及足球运动员，司职后卫，現效力於沙特职业足球联赛球队伊蒂哈德。

## 俱乐部生涯
2009年，赫加齐在埃及球队伊斯梅利开始职业足球生涯。
2011年12月22日，伊斯梅利宣布赫加齐将以150万欧元的身价转会加盟意大利足球甲级联赛球队佛罗伦萨。2012年6月5日，佛罗伦萨正式宣布和赫加齐签约至2017年。2012年11月18日，他在佛罗伦萨和亚特兰大的联赛比赛替补出场了15分钟，首次代表紫百合在正式比赛出场。11月28日，他在和尤维斯塔比亚的意大利杯比赛中射进加盟球队的首个进球，帮助球队2比0击败对手。

## 国家队生涯
2011年11月14日，赫加齐在埃及0比2不敌巴西的友谊赛首次代表成年国家队出场。2013年6月4日，他在埃及和博茨瓦纳的比赛中射进在国家队的首个进球。此后，他一直为国家队效力，只有因受伤而错过比赛。2016年12月，埃及国家足球队教练赫克托-库珀推选他参加2017年非洲国家杯比赛。

## 榮譽
艾阿里
- 埃及足球甲級聯賽冠軍 : 2015-16、2016-17
- 埃及超級盃冠軍 : 2015

伊蒂哈德
- 沙特聯冠軍 : 2022–23
- 沙特超級盃冠軍 : 2022